# Протистояння Росії та Заходу
Протистояння РФ та Заходу — один з основних сучасних геополітичних конфліктів, під час якого РФ намагається відновити та розширити контроль над частиною світу та утримати за собою світову гегемонію, втрачену з розпадом СРСР та економічним занепадом.
Протистояння в своєму поточному стані стосовно країн Заходу розглядається як Друга холодна війна, стосовно України — як війна РФ проти України.

## Передумови та рушійні сили протистояння

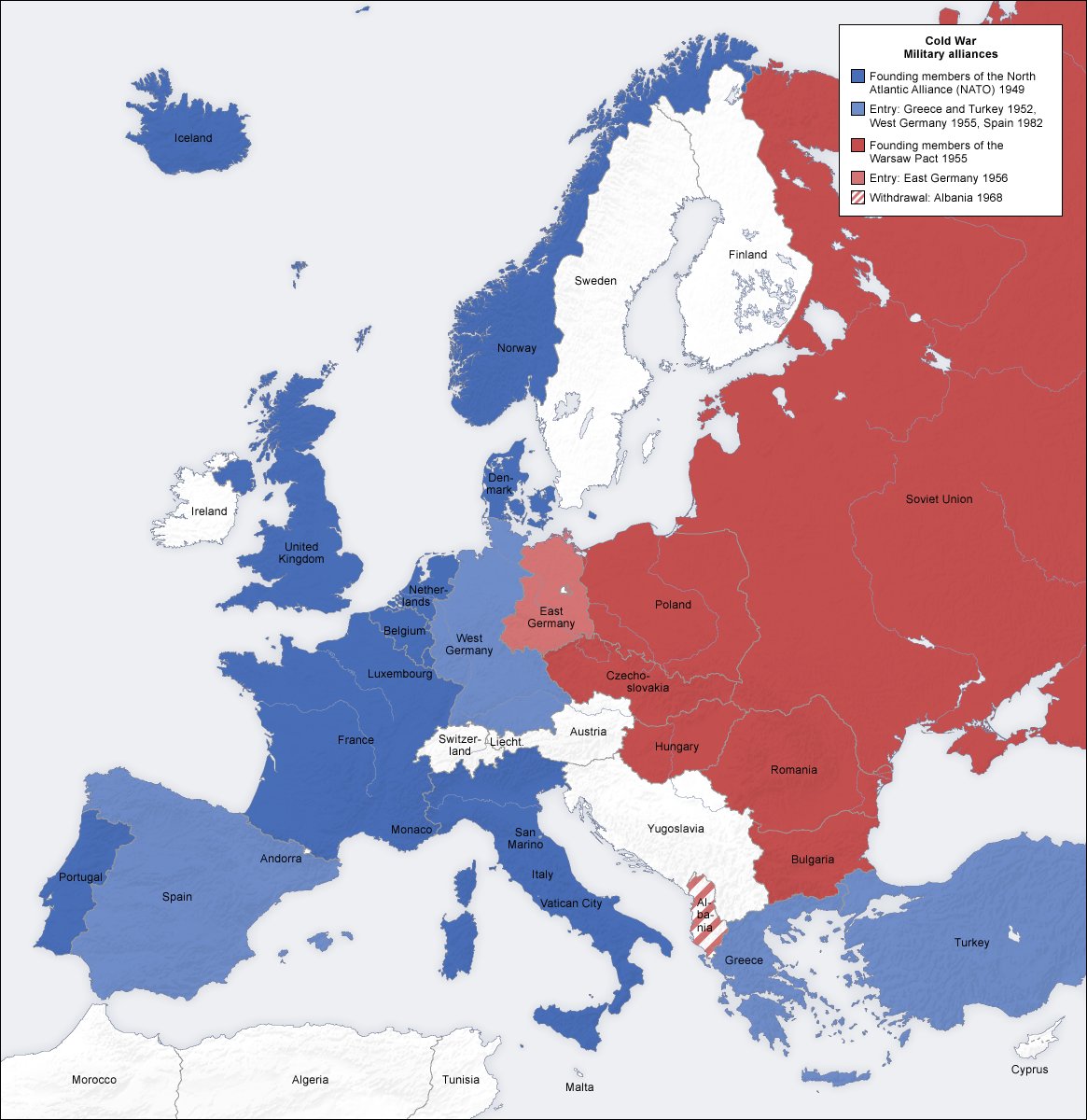
Військово-політичні блоки НАТО та країн Варшавського договору в часи Холодної війни

### Протистояння в близькому історичному контексті
В найближчому історичному контексті сучасний конфлікт між РФ і Заходом виник після Другої світової війни і проявлявся в культурному, ідеологічному, економічному та непрямому військовому протистоянні СРСР та контрольованих СРСР країн з одного боку та країн західного капіталізму з іншого. Це протистояння завершилось економічним крахом СРСР, розпадом соціалістичного табору, а згодом — і розпадом СРСР.
На час існування СРСР основною рушійною силою конфлікту було змагання соціалістичної та капіталістичної систем, коли кожна з систем намагалась довести свої переваги не тільки технологічними та військо-технічними досягненнями, але й числом сателітів. При цьому протистояння економік, — унаслідок самодостатності економіки СРСР, — для СРСР не було критичним, але з наростанням технологічного відставання СРСР економічне протистояння поступово вийшло на перший план і досягло свого апогею під час нафтової кризи початку 1980-х, яка викликала стрімке падіння цін на нафту, — головного джерела валютних надходжень в СРСР. Яскравою ілюстрацією цього відставання став розгром сирійських підрозділів ППО та ВПС, вчинений ізраїльськими збройними силами в червні 1982 року в районі долини Бекаа. Сирійські війська були оснащені сучасними (на той час) зразками радянської техніки та керувались радянськими військовими. При проведенні цієї операції ізраїльтяни не втратили жодного літака.
Ще одним суттєвим аспектом протистояння є ставлення до прав людини. Для Заходу це питання є надважливим, оскільки в умовах капіталістичного виробництва забезпечення прав і свобод людини є основою конкуренції як рушійної сили західної економіки та основою економічного процвітання Заходу. Для СРСР, пізніше для РФ з домінуванням державного та олігархічного капіталу та виробництва питання прав людини завжди сприймалось як «буржуазна забаганка».

### Сучасне протистояння

#### Ознаки
У своєму сучасному вигляді конфлікт між РФ і Заходом поновився з початком підйому економіки РФ, викликаного зростанням світових цін на енергоносії — нафти та газу — та збільшенням надходжень від їх експорту. На цей час технологічне відставання РФ від країн Заходу стало критичним. Знаковими індикаторами такого відставання є сумнівні технологічні «досягнення» РФ, такі як єдиний за новітню історію РФ пасажирський літак «SSJ-100», 3/4 вартості якого створюється в країнах Заходу, «надсучасний суперкомп'ютер» «Эльбрус 2000», який виробляється на застарілому закордонному обладнанні та за застарілими технологіями, та військова електроніка зі збитого бомбардувальника Су-24, продемонстрована при публічному огляді «чорної скриньки», що відповідає рівню дитячої технічної творчості.
Відмінною рисою сучасного протистояння є його активізація в інформаційному та кібернетичному просторі. Знаковими складовими цього протистояння є щедре фінансування РФ ведення пропаганди через власні або підконтрольні інформаційні засоби за кордоном та проведення кібератак на комп'ютери суспільних та урядових організацій Заходу.

#### Мета та заходи сторін
Основна мета РФ в сучасному протистоянні — змусити країни західних демократій до істотних поступок РФ. Одним із шляхів змусити Захід до цих поступок є створення на кордонах країн заходу зони нестабільності та спричинення нестабільності всередині країн Заходу через орієнтовані або фінансово зацікавлені у такій орієнтації політичні (у тому числі радикальні) та фінансово-промислові групи.
Основна мета Заходу у цьому протистоянні полягає у збереженні єдиної політики, яка дозволить і надалі зберігати збалансовані та взаємовигідні політичні та економічні стосунки між країнами Заходу в умовах намагань РФ створити осередки нестабільності в окремих країнах Заходу та у міждержавних відносинах між країнами. Одним із чинників, що дозволяє проводити таку єдину політику є своєчасне визнання керівництвом окремих країн та міжнародних організацій загрози, яку становить політика РФ. В межах визначення та визнання цієї загрози стосовно РФ введені економічні санкції. Крім того, окремі країни Заходу визнають РФ як загрозу їх національній безпеці.
Наслідком визнання загрози РФ стало масштабне перегрупування військових сил на територію країн східної Європи, проведене після початку збройної агресії РФ проти України. 18 грудня 2017 Адміністрація Президента США Дональда Трампа визнала РФ загрозою у новій стратегії нацбезпеки США.

### Рушійні сили протистояння
Досягнення у сферах сучасних технологій з виробництва нових матеріалів та створення екологічно чистих джерел енергії призвели до поступового зменшення ролі традиційних вуглеводневих джерел енергії та перерозподілу сфер впливу глобальних політичних гравців на користь технологічно розвинутих країн та за рахунок країн, економіка яких базується на видобутку вуглеводнів. Доля вуглеводнів в економіці РФ тривалий час була значною, і можливо навіть більшою, ніж це представляла державна статистика. Як наслідок, з 2012 року економіка РФ попри високі на той час ціни на енергоносії й відсутність торговельних обмежень почала демонструвати ознаки входження у рецесію. За цих умов політикум РФ обрав шлях на провокування мілітаристських і шовіністичних настроїв у внутрішній політиці та дестабілізацію ринків нафти і газу у зовнішній для отримання, а згодом відновлення надприбутків від високих цін на енергоносії.
Як наслідок, основною рушійною силою сучасного конфлікту стали не наукові, технологічні та військово-технічні досягнення, яких у сучасної РФ немає, і не боротьба за ринки збуту, оскільки через технологічне відставання основним експортним товаром РФ стали енергоносії, — основною рушійною силою сучасного протистояння все більше стає боротьба за контроль над митними надходженнями від ринків збуту. Це підтверджується, насамперед, тими зусиллями, які РФ докладала і докладає на розширення Митного союзу. При цьому, відповідно до стану своєї економіки, РФ фактично відстоює власний шлях розвитку, який базується на збереженні технологічної відсталості сателітів, які за цих умов будуть забезпечувати стабільний попит на її ресурси — нафту та газ — за цінами, які встановлює РФ; та передбачає збереження та розширення ресурсної бази. На противагу шляху РФ країни Заходу зацікавлені в сталому розвитку сателітів РФ, що розширює для Заходу можливості збуту насамперед високотехнологічної продукції.

## Складові глобального протистояння

### «Енергетична наддержава»
Однією з перших відкритих заяв про небажання миритися з поточним статусом РФ як одного з аутсайдерів світової політики є Мюнхенська промова Путіна на Мюнхенській конференції з питань безпеки від 10 лютого 2007, у якій президент РФ В. В. Путін висловив своє несприйняття «однополярності» сучасної світової політики та місця та ролі РФ в сучасному світі з урахуванням нинішніх реалій і загроз.
На момент виголошення Мюнхенської промови РФ дещо виправила своє фінансове становище завдяки надвисоким цінам на енергоносії, насамперед, на нафту (термін «енергетична наддержава» вперше був введений в РФ роком раніше). Надвисокі прибутки дозволили РФ менше зважати на реакцію країн Заходу, як наслідок, у серпні 2008 РФ перейшла до відкритої агресії проти Грузії.

### Демонстрація глобальної військової присутності
В серпні 2007 Володимир Путін заявив про відновлення польотів стратегічної авіації. Заява була зроблена в ході спільних бойових навчань країн Шанхайської організації співробітництва, що проходили в Челябінській області.

### Війна в Грузії
Успішні реформи в Грузії, проведення яких почалось з обранням президентом Міхеіла Саакашвілі, та активна підтримка Грузії країнами західних демократій (насамперед США) могли призвести до виходу Грузії з-під контролю Москви. 8 серпня 2008 року заздалегідь підготовлений РФ конфлікт перейшов у відкрите збройне протистояння з регулярними військами РФ. В результаті Грузія втратила частину своєї території, реформи загальмувались, а до влади в Грузії прийшли політики РФ.

### Війна в Україні
РФ розпочала боротьбу за утримання України в сфері свого контролю з перших років незалежності України. Так, за словами першого Президента сучасної України Леоніда Кравчука, Президент РФ Борис Єльцин заявляв в 1993 році, що РФ ніколи не відпустить Україну.
Зважаючи, що спроби тиску на Україну наразилися на опір частини українського політикуму та українського суспільства та не маючи інших важелів впливу на Україну, РФ на початку 2014 року вдалася до прихованої та відкритої збройної агресії проти України, яка призвела до збройного протистояння між Україною з одного боку та нерегулярними і регулярними військовими формуваннями РФ з іншого.
Одночасно РФ розпочала масштабну інформаційну війну. Одним з її прикладів, за оцінками британської розвідки MI6, стала надзвичайно інтенсивна, багатоканальна пропаганда, спрямована на переконання світової спільноти у тому, що РФ не несе відповідальності за збитий літак MH17, хоча у переважної більшості фахівців не викликає сумніву, що військові РФ доставили і потім повернули до РФ ракетну пускову установку.

### Міграційна криза в Європі
У середині вересня 2015 окремі ЗМІ звернули увагу на зв'язок між початком активізацією РФ в Сирії та різким зростанням числа мігрантів з Сирії до країн Західної Європи. Зв'язок між активізацією РФ в Сирії також відзначив глава МЗС Великої Британії Філіп Хеммонд, який заявив, що через втручання РФ в Сирії ситуація стає більш складною: «Я думаю, ми повинні обговорювати це в рамках більш серйозної проблеми — імміграції, гуманітарної кризи в Сирії і необхідності перемоги над „Ісламською державою“».

### Війна в Сирії

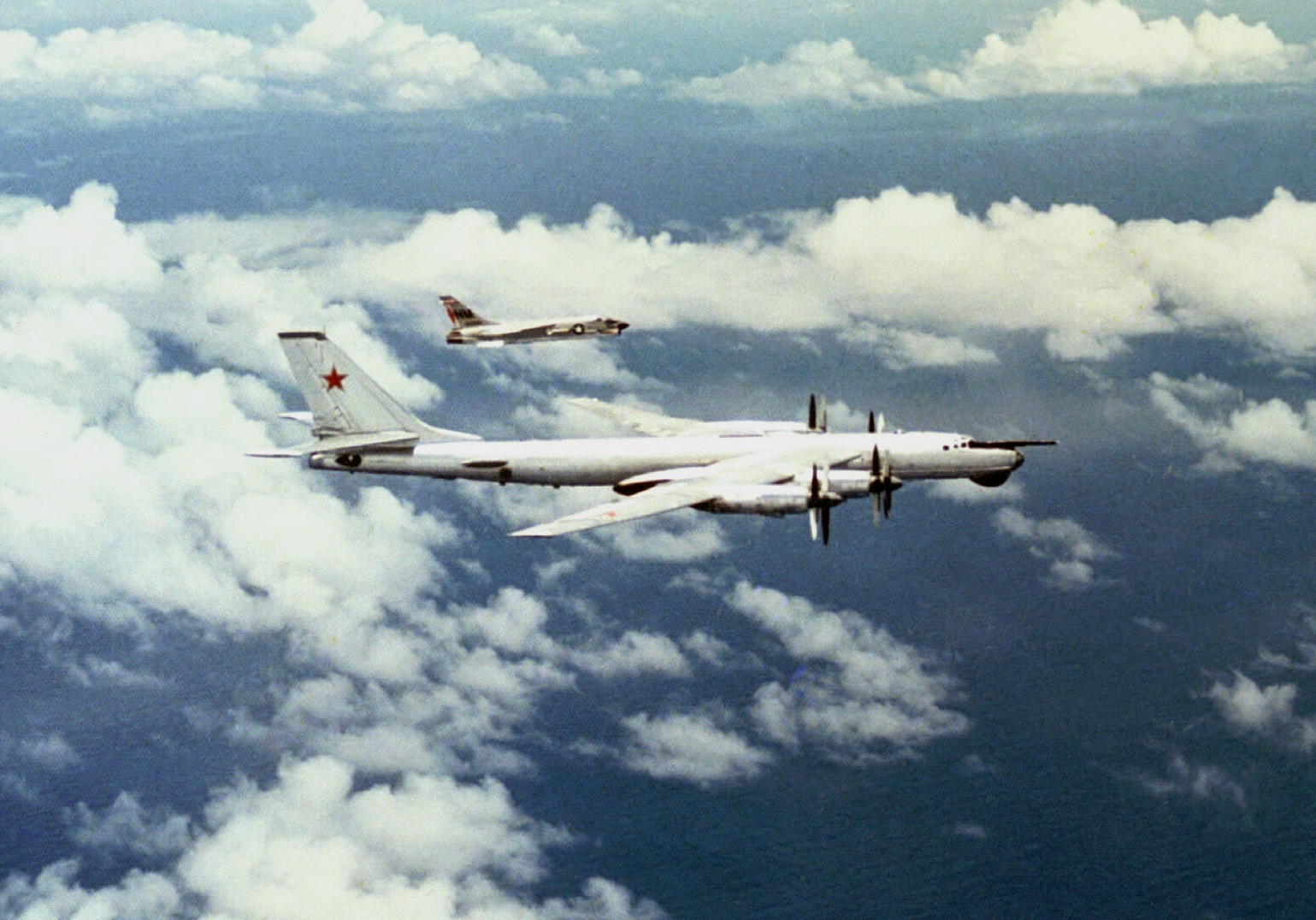
Створений в 1950-ті стратегічний бомбардувальник Ту-95 став символом Холодної війни, проте перше бойове застосування трапилось в 2015 р. під час інтервенції РФ в Сирію

7 жовтня кораблі Каспійської флотилії завдали удару крилатими ракетами по об'єктах на території Сирії з відстані 1500 км. За словами військових РФ 4 ракетні кораблі здійснили 26 пусків крилатих ракет морського базування «Калібр» по 11 цілях. Пуски здійснені з ракетних кораблів «Дагестан», «Град Свіяжськ», «Великий Устюг» і «Углич». І хоча офіційно ці ракетні удари були здійснені на підтримку наступу військ Башара Асада в провінції Хама, реального військового сенсу робити це не було. Натомість, пуски ракет «Калібр-НК» мали показати всьому світові здатність вражати цілі на великій відстані (до зони ураження ракет Каспійської флотилії потрапляють майже весь Аравійський півострів, центральна Азія, тощо). Ця демонстрація сили була заявкою про паритет можливостей і відповіддю на американські ракети MIM-104 Patriot.
Демонстрація військової могутності продовжилась із застосуванням стратегічних бомбардувальників та стратегічних крилатих ракет. Вранці 17 листопада 2015 року 5 × Ту-160, 6 × Ту-95МС та 14 × Ту-22М3 завдали ракетно-бомбових ударів по цілях на території Сирії. Ту-160 і Ту-95МС запустили 34 крилаті ракети різних модифікацій, зокрема Х-55/Х-555 та Х-101/Х-102. Натомість Ту-22М3 здійснили традиційний бомбовий удар некерованими бомбами. Літаки стартували і повернулись на територію РФ. Літаки Ту-22М3 за один виліт, що тривав 5 годин 20 хвилин, здолали відстань у 4510 км, а Ту-160 і Ту-95МС перебували в повітрі 8 годин 20 хвилин. Ця операція стала бойовим хрещенням Ту-160 та Ту-95МС.

### Міжнародний тероризм
14 листопада 2015, після серії терактів у Парижі, в яких загинуло більше сотні людей і декілька сотень отримали поранення, президент Сирії Башар Асад заявив, що до терактів призвела політика Франції з підтримки опозиційних до Асада повстанців у Сирії. Як відомо, активну підтримку Асада, в тому числі військову, забезпечує РФ; РФ також намагалась створити власну коаліцію, але лишилась на самоті. При цьому РФ в Сирії воює не проти Ісламської держави, яка багатьма країнами (РФ в їх числі) визнана терористичною організацією, а проти опозиційних до Асада сил, які підтримують країни Заходу. Асад заявив, що всі повстанські угруповання, які борються проти його влади в Сирії є терористами і закликав президента Франції Франсуа Олланда змінити політику щодо Сирії. Така заява свідчить про наявність прямого зв'язку між терактами в Парижі та намірами офіційної сирійської влади, які обстоює РФ.

### Конфлікт з Туреччиною
Під час інтервенції РФ в Сирію її військові літаки неодноразово демонстрували свою присутність поряд з кордонами Туреччини та порушували повітряний простір. 24 листопада 2015 у відповідь на наступне порушення повітряного кордону Туреччини турецький винищувач збив бомбардувальник РФ Су-24.
Політичний аналітик Інституту Євроатлантичного співробітництва Володимир Горбач зауважив стосовно інциденту з бомбардувальником РФ: «це поворотний момент, поворотний пункт. Якщо до цього часу РФ вела геополітичний наступ за всіма фронтами, і Україна фактично була для неї полем бою, РФ шантажувала і Україну і шантажувала Захід і світ своєю зброєю, своїми потужностями, ядерною зброєю, польотами бомбардувальників, це була демонстрація сили і це була експансія, це було розширення, посилення геополітичного впливу, то тепер може статися так, що оцей збитий літак і відсутність реакції на нього, належної військової реакції, може означати нову фазу. РФ почне назад згортатися, її геополітичний наступ захлинувся, і тепер буде геополітичний відступ, з риторикою, теж зі зброєю, але вже відступ».

### Втручання у рішення Великої Британії про Brexit
В липні 2018 британська газета The Observer, що належить The Guardian, випустила розслідування про зв'язки найбільшого спонсора кампанії Аарона Бенкса з високопосадовцями РФ, в першу чергу — послом РФ в Лондоні Олександром Яковенком.
Як стверджується, між дипломатом і бізнесменом відбулося 11 зустрічей, серед іншого йому пропонували придбати золоті копальні в РФ.

### Втручання в кіберпростір США
Спецслужби РФ здійснили успішну кібератаку на Демократичну партію. Кілька місяців згодом, 13 серпня 2016 року, досі невідоме угрупування, яке назвало себе англ. The Shadow Brokers, розмістило в репозиторії GitHub, сайті PasteBin а також в соціальних мережах Twitter й Tumblr повідомлення про успішний злам інформаційних систем й викрадення даних іншого хакерського угрупування — Equation Group, яке пов'язують з АНБ США. Частина викрадених файлів була викладена у відкритий доступ, а частину новоявлена група розмістила на аукціон, з початковою ставкою 1 млн біткойнів (близько 568 млн доларів). Серед викладених у відкритий доступ файлів знаходились скрипти для установки й налаштування серверів управління шкідливим ПЗ, а також інструменти для атаки на окремі мережеві маршрутизатори й екрани. Назви деяких з цих інструментів збігаються з інструментами, згаданими в документах, викрадених перебіжчиком до РФ Едвардом Сноуденом.
31 грудня 2016 року ЗМІ повідомили про знайдений шпигунський код на одному з ноутбуків, що використовувався в енергосистемі штату Вермонт.

### Зламування серверів ОБСЄ
У кінці грудня 2016 року в ЗМІ з'явилася інформація про зламування серверів ОБСЄ. Атака хакерів пройшла ще у жовтні 2016 року. Всі 57 учасниць ОБСЄ було поінформовані про інцидент, але на той момент вирішили не розголошувати цю інформацію. Атаку здійснила група з РФ APT28 (також відома під псевдонімом Fancy Bear), що атакувала французький телеканал TV5 Monde у квітні 2015 року.

### Отруєння Сергія Скрипаля

Реакція на отруєння Скрипалів. Зеленим позначено країни, з яких вислали російських дипломатів, фіолетовим — країни, які відкликали своїх послів з Москви, червоним — саму РФ.

На початку березня 2018 року у Великій Британії були отруєні колишній співробітник військової розвідки Сергій Скрипаль та його донька. При отруєнні був застосований засіб, який належить до бойових отруйних речовин. Також постраждали ще декілька громадян Великої Британії. Інцидент кваліфікований як перше застосування РФ бойової отруйної речовини проти члена НАТО і призвів до різкого погіршення відносин між РФ та Заходом.

### Інші складові
В другій половині жовтня 2016 Прем'єр-Міністр Чорногорії звинуватив РФ в причетності до антиурядових протестів в день проведення парламентських виборів 16 жовтня. Протестанти серед іншого виступали проти вступу до НАТО. Під час проведення виборів сербськими націоналістами за підтримки спецслужб РФ були заплановані провокації, які мали призвести до захоплення Парламенту та антидержавного перевороту. В лютому 2017 цю інформацію також підтвердили в уряді Великої Британії. Спецслужби РФ кілька місяців стежили за прем'єр-міністром Міло Джукановичем заради замаху на його життя, а також готували групу виконавців з сербських націоналістів.

## Наслідки глобального протистояння

### Розпад СРСР
У 1991 році розпався СРСР — у мирний час та за відсутності серйозних зовнішніх і внутрішніх загроз. Розпад СРСР ознаменував собою фінал системної кризи радянської моделі управління та початок її агонії, яку політикум РФ видавав за ліберальну трансформацію.

### Наслідки глобального протистояння для РФ

#### Економічна криза
Можливості для економічного підйому в РФ, створені надходженням надприбутків від експорту енергоносіїв, були вичерпані в 2012 році. В подальшому економіка РФ перейшла в стан затяжної рецесії.
Одночасно, намагання РФ використовувати енергоносії як важіль тиску на інші країни — «як енергетичну зброю» — та надвисокі ціни на енергоносії змусили технологічно розвинуті країни Заходу зосередити зусилля на впровадженні нових відновлюваних джерел енергії, розробці нових технологій видобутку нафти (найперше — технологій добування сланцевої нафти та газу) та диверсифікації джерел постачання енергоносіїв. Разом ці заходи призвели до істотного збільшення добутку нафти в США, які довгий час були одним з основних експортерів нафти, та падіння цін на нафту (більше ніж в 3 рази). В 2015 році США стали світовим лідером за видобуванням нафти. Перевиробництво нафти у США та світі загалом призвело до відміни 18 грудня 2015 в США ембарго на експорт власної нафти, яке діяло понад 30 років.
В умовах дії міжнародних санкцій, введених проти РФ через її агресію проти України, стрімкого падіння цін на енергоносії та надмірними витратами на ведення війни в Україні та Сирії, РФ утримується за рахунок накопичень попередніх років. За оцінками економістів, ці накопичення будуть вичерпані протягом 2016 року.

#### Політична криза
В 2014 році глобальний геополітичний розворот України на Захід та відхід держав Середньої Азії в зону впливу Китаю ознаменували неспроможність «ліберальної» моделі управління РФ забезпечувати її інтереси серед країн-сусідів, тим більше — в глобальному плані. Ефект від виходу цих країн з зони впливу РФ виявився ще більше значимим, бо відбувся в період аномально високих цін на енергоносії та в період «стабільності в РФ», чим створив загрози для цієї «стабільності», оскільки свідчив про глобальну неспроможність РФ. З метою подолання цих загроз політикум РФ був змушений трансформувати модель управління з псевдо-ліберальної на мілітаристсько-патріотичну, намагаючись зберегти видимість глобального впливу останньою з можливостей — силою зброї.

#### Ментальна криза
Одним з основних наслідків протистояння РФ та Заходу і, головне, протистояння РФ та України, стала ментальна криза імперської ідеї, що виявилась у відмові етнічних імперців в Україні підтримати курс Путіна на поділ України. Знаковою подією цієї кризи стала поразка сил РФ в Одесі та інших містах південної України.
Філософ та мовознавець РФ Михайло Епштейн визначає, що те, що колись називалось РФ, розкололось в результаті агресії РФ на дві частини: Київську Русь, яка відходить на Захід, і Ординську Русь, яка занурюється у глибину допетрівської Московії.

### Наслідки глобального протистояння для Заходу

#### Криза демократичних інститутів
Значною мірою протистояння РФ та Заходу спровоковане самим Заходом через кризу його демократичних інститутів. Як наслідок, агресивна внутрішня та зовнішня політика РФ в окремі моменти викликала лише «стурбованість» західних та міжнародних інститутів, яка для політикуму РФ не мала жодних наслідків. До проявів такої агресивної політики можна віднести: бомбардування Чечні, які призвели до масової загибелі цивільного населення; численні порушення прав людини у РФ; пропаганду авторитаризму та незмінність влади; провокування РФ конфліктів у Молдові, Грузії, Україні; війна з Грузією тощо. Всі ці події не мали для РФ та її політиків будь-яких наслідків, ці події відбувались на тлі активної співпраці більшості країн Заходу з РФ. Окремі країни, що намагалися завадити негативним тенденціям політики РФ, звичайно залишалися у меншості, при цьому окремі країни висловлювали пряму підтримку агресії РФ. Загалом така політика Заходу призвела до «звеличення РФ», яке базувалось не на економічних або технологічних досягненнях, а на безкарності та ілюзії сили і власної значимості.

#### Криза ЄС
«Звеличення РФ», яке стало наслідком кризи західних демократичних інститутів, дозволило РФ створити дисбаланс у відносинах з окремими країнами ЄС на основі заходів, які позитивно сприймаються одними країнами і негативно — іншими. Загалом, це призвело до певних кризових явищ всередині ЄС. Як приклад, спроба здійснення проекту «Північний потік-2» підтримується Німеччиною, але блокується США, Польщею та Балтійськими країнами.

#### Загострення протиріч в НАТО
Протистояння з РФ в умовах різного рівня відносин окремих країн з РФ та різних витрат на безпеку призвело до загострення протиріч між країнами НАТО. Загострення сягнуло апогею після обрання Дональда Трампа на посаду Президента США і відбулось на тлі жорсткої тарифної політики США, насамперед, стосовно Китаю та ЄС. За цих умов Трамп неодноразово піддавав критиці керівництво Німеччини, яка мала втричі менші відносні витрати на оборону порівняно з США і продовжувала підтримувати з РФ доволі тісні економічні відносини, зокрема, розпочала проект «Північний потік-2».

### Наслідки глобального протистояння для України
Через неможливість використання країн Центральної і Східної Європи як буферу з країнами Заходу (так було в часи СРСР) РФ зацікавлена використати як такий буфер Україну. Саме тому в 2013 році президент РФ Володимир Путін скористався економічною, а на початку 2014 політичною ситуацією в Україні, щоб спробувати взяти країну під свій контроль.

### Глобальні наслідки протистояння
Наслідком протистояння РФ і Заходу є глобальна ядерна загроза, яка зростає через нарощування РФ власних ракетно-ядерних сил та розміщення сил проти-ракетної оборони в країнах Балтії, Польщі, Румунії і на Чорному морі.
В новій Стратегії національної безпеки США на 2018 рік РФ визнана як загроза для США (разом з Китаєм та Іраном). До цього в подібному документі як джерело загрози розглядались виключно терористичні організації.